# Руді Гоффманн
Рудольф «Руді» Гоффманн (нім. Rudolf "Rudi" Hoffmann, 11 лютого 1935, Естрінген — 16 жовтня 2020) — німецький футболіст, що грав на позиції півзахисника, зокрема за «Штутгарт», а також національну збірну Німеччини.
Володар Кубка Німеччини.

## Клубна кар'єра
У дорослому футболі дебютував 1952 року виступами за команду «Вікторія» (Ашаффенбург), в якій провів п'ять сезонів, взявши участь у 59 матчах чемпіонату. 
Своєю грою за цю команду привернув увагу представників тренерського штабу клубу «Штутгарт», до складу якого приєднався 1957 року. Відіграв за штутгартський клуб наступні три сезони своєї ігрової кар'єри. 1958 року виборов титул володаря Кубка Німеччини.
Завершував ігрову кар'єру у команді «Пірмазенс», за яку виступав протягом 1960—1963 років.

## Виступи за збірну
1955 року провів першу і останню гру у складі національної збірної ФРН.
За три роки був включений до заявки збірної на чемпіонат світу 1958 у Швеції, де залишався гравцем резерву і на поле не виходив.

## Титули і досягнення
- Володар Кубка Німеччини (1):

«Штутгарт»: 1957-1958